# Turner Field
El Turner Field és un estadi de beisbol de la ciutat d'Atlanta, Geòrgia, Estats Units, on juga l'equip de les Grans Lligues de Beisbol Atlanta Braves. Va ser construït el 1997, originalment com el Centennial Olympic Stadium, per ser seu central dels Jocs Olímpics de 1996. No obstant això, quan van acabar els Jocs Olímpics l'estadi va ser parcialment demolit per fer-ho camp de beisbol i la nova seu dels Atlanta Braves.

## Història
L'estadi va ser construït enfront de l'antiga seu dels Atlanta Braves, Atlanta-Fulton County Stadium, que va ser demolit a l'estiu de 1997. El Fanplex centre d'entreteniment es troba adjacent a l'estacionament. L'estadi conté 59 suites de luxe i suites de tres parts. El nom més popular entre els residents d'Atlanta per al nou estadi al moment de la seva construcció (d'acord amb una enquesta de l'Atlanta Journal-Constitution) era Hank Aaron Stadium, no obstant això va ser denominat com Turner Field per Ted Turner.

## Jocs Olímpics d'Atlanta 1996
L'estadi va ser construït pels Jocs Olímpics de 1996 i portava el nom de Centennial Olympic Stadium en commemoració dels cent anys dels Jocs Olímpics des de la seva celebració a Atenes. Originalment tenia una capacitat per albergar 85.000 persones.
Immediatament després que concloguessin els Jocs Paralímpics d'Atlanta 1996 es va remoure gran part de la construcció de l'extrem nord amb la finalitat de convertir-ho permanentment en un estadi de beisbol i es va reduir la seva capacitat a 49.000 persones. L'estadi ha acollit als Atlanta Braves de les Grans Lligues de Beisbol des de 1997, arran d'una multimilionària renovació per readaptar l'estadi al beisbol mitjançant l'eliminació de les tribunes provisionals que ocupaven fins a gairebé la meitat de l'estadi i es van construir les tribunes del camp extern juntament amb altres atraccions a la part posterior.
Després de les Olimpíades de 1996 l'estadi va ser oficialment lliurat com un regal per a la Lliga Nacional de Beisbol d'Atlanta Club, Inc (Atlanta Braves). Ted Turner, llavors propietari dels Braves, va accedir a pagar una gran summa de les despeses per construir el Centennial Olympic Stadium (al voltant de $170 milions de dòlars dels $209 milions), si al seu torn, l'estadi era construït en una forma que podria ser convertit a un estadi de beisbol i que el Comitè d'Atlanta pels Jocs Olímpics (ACOG) pagués aquesta transformació. Això es va considerar un bon acord tant per al Comitè Olímpic i els Braves, perquè no hi hauria ús permanent dels 85.000 seients. Abans de la construcció del Centennial Olympic Stadium els Braves ja havien estat explorant les oportunitats d'adquirir un nou estadi.
A causa que l'estadi havia de contenir una pista Olímpica l'estadi té major distància del terreny a les graderies. L'estadi també va ser seu del MLB All-Star Game 2000.

## Renovacions
La renovació més significativa es va engegar en la temporada 2005 amb la inversió de 10 milions de dòlars en la instal·lació de la pantalla de vídeo que va ser al moment enumerada pel Llibre Guinness dels rècords com la pantalla més gran del món d'alta definició. Des de llavors, s'han instal·lat pantalles més grans en altres estadis incloent el Hard Rock Stadium de Miami, el Darrel K Royal Texas Memorial Stadium d'Austin, Texas, i a la pista de cavalls de Tòquio.

## Major League Baseball
La major assistència registrada per a una temporada regular dels Atlanta Braves en un partit és de 53.953 espectadors i es va fixar en el Turner Field el 21 de juliol de 2007, contra els Saint Louis Cardinals. El partit més llarg de la història es va donar en el Turner Field i es va jugar el 6 de juliol de 2008 entre els Houston Astros i els Atlanta Braves. El partit va durar 5 hores i 35 minuts. Els Braves van guanyar el partit per 7-6 en 17 entrades.